# Idaea circuitaria
Idaea circuitaria är en fjärilsart som beskrevs av Jacob Hübner 1818/22. Idaea circuitaria ingår i släktet Idaea och familjen mätare. Inga underarter finns listade i Catalogue of Life.